# Piotr Poprawa
Piotr Poprawa (ur. 28 czerwca 1929 w Kaczorach, zm. 9 czerwca 2001) – polski żużlowiec.
Sport żużlowy uprawiał w latach 1948–1957 w barwach klubów KM (Stal, Kolejarz) Ostrów Wielkopolski i Ostrovia  Ostrów Wielkopolski. Dwukrotnie zdobył medale drużynowych mistrzostw Polski: srebrny (1949) oraz brązowy (1950). W 1950 r. wystąpił w rozegranym w Krakowie finale indywidualnych mistrzostw Polski, zajmując XI miejsce.